# Mirna (ime)
Mirna je žensko osebno ime.

## Izvor imena
Ime Mirna je različica ženskega osebnega imena Miroslava oziroma ženska oblika moškega imena Miroslav.

## Pogostost imena
Po podatkih Statističnega urada Republike Slovenije je bilo na dan 31. decembra 2007 v Sloveniji število ženskih oseb z imenom Mirna: 69.

## Osebni praznik
Osebe z imenom Mirna lahko godujejo takrat kot osebe z imenom Miroslava.